# 广德市人民政府
30°52′46″N 119°24′55″E / 30.879437°N 119.415284°E
广德市人民政府，简称广德市政府，是中华人民共和国安徽省宣城市广德市的最高行政机关。

## 沿革

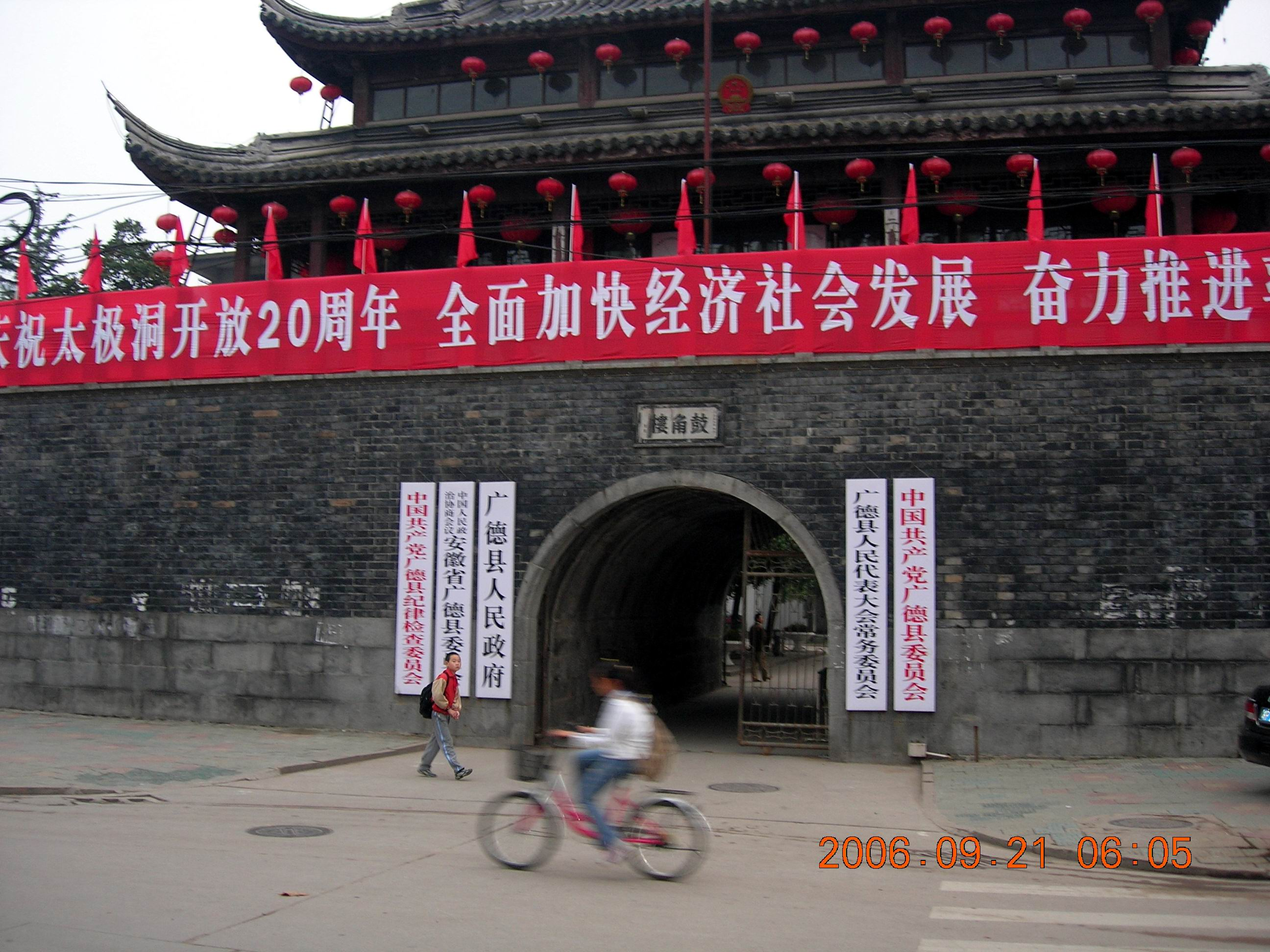
鼓角楼，原政府驻地

1949年4月，正在天西地区活动的苏浙皖边工委，从收音机里获悉大军渡江的消息后，立即率边区支队下山配合解放军行动。部队在消灭宁国墩的国军后进入河沥溪，与中国人民解放军第21军第61师会师。随后边区工委向各分工委发出接管城市的命令，命许道珍、史纪昌率部接收广德县。4月26日，许道珍留在小范村处理朱学礼部投诚事宜，由史纪昌率部向广德县城进发。同日清晨，第三野战军第27军在东进途中到达县城，广德宣告解放。4月27日，史纪昌进城后与驻广德的第九兵团供给部长取得联系，挂出“广德县民主政府”的牌子，进行工作。5月8日，随军南下的察哈尔冀中五支队四大队59名（实到58人）干部在张佐文、张受益的带领下抵达广德。5月9日，中共广德县委、广德县人民政府正式成立，许道珍任县委书记兼县长，张佐文任副书记，张受益任副县长。
1955年10月，改制为广德县人民委员会。1967年3月，由广德县人民武装部主持组建广德县抓革命促生产第一线指挥部，行使广德县人民委员会部分职权。1968年8月18日，成立广德县革命委员会。1981年2月，广德县第八届人民代表大会召开，会议决定撤销广德县革命委员会，重组广德县人民政府。2019年7月12日，民政部同意撤销广德县，设立广德市。同年8月28日，广德县人民政府正式改组为广德市人民政府。

## 职权
根据《中华人民共和国地方各级人民代表大会和地方各级人民政府组织法》第五十九条，县级以上的地方各级人民政府行使下列职权：
1. 执行本级人民代表大会及其常务委员会的决议，以及上级国家行政机关的决定和命令，规定行政措施，发布决定和命令；
2. 领导所属各工作部门和下级人民政府的工作；
3. 改变或者撤销所属各工作部门的不适当的命令、指示和下级人民政府的不适当的决定、命令；
4. 依照法律的规定任免、培训、考核和奖惩国家行政机关工作人员；
5. 执行国民经济和社会发展计划、预算，管理本行政区域内的经济、教育、科学、文化、卫生、体育事业、环境和资源保护、城乡建设事业和财政、民政、公安、民族事务、司法行政、监察、计划生育等行政工作；
6. 保护社会主义的全民所有的财产和劳动群众集体所有的财产，保护公民私人所有的合法财产，维护社会秩序，保障公民的人身权利、民主权利和其他权利；
7. 保护各种经济组织的合法权益；
8. 保障少数民族的权利和尊重少数民族的风俗习惯，帮助本行政区域内各少数民族聚居的地方依照宪法和法律实行区域自治，帮助各少数民族发展政治、经济和文化的建设事业；
9. 保障宪法和法律赋予妇女的男女平等、同工同酬和婚姻自由等各项权利；
10. 办理上级国家行政机关交办的其他事项。